# Bas van der Schot
Bas van der Schot (1970) is een Nederlandse cartoonist. Hij publiceert zijn werk onder meer in de Volkskrant, NRC Handelsblad, nrc.next, Vrij Nederland, Filosofie Magazine en Univers, de universiteitskrant van de Universiteit van Tilburg.
In 2002 kreeg van der Schot de Inktspotprijs voor een prent van een LPF-fractievergadering waarbij de deelnemers allemaal in clownspak zitten terwijl een van de hen zegt: "Afgesproken: we gaan nu voor de inhoud."
In 2013 kreeg hij voor de tweede maal de Inktspotprijs, nu voor de tekening Een korte geschiedenis van de PvdA (uit de Volkskrant van 2 april 2014).
In 2023 wint van der Schot voor de derde keer de prijs met deze keer een tekening van een ijsbeer die zich met een poot heeft vastgelijmd aan de ijsschots waarop hij zit. Dit is een verwijzing naar de acties van de klimaatactiegroep Extinction Rebellion. De tekening heeft op 28 oktober 2022 in de Volkskrant gestaan.
Van der Schot publiceerde één bundel: Nederland doet mee! De 75 beste tekeningen van Bas van der Schot.
Winnaars van de Duidelijketaalprijs krijgen een cartoon van de hand van Van der Schot.
- Digitale Bibliotheek voor de Nederlandse Letteren: scho327
- Gemeinsame Normdatei: 173742904
- RKD-Nederlands Instituut voor Kunstgeschiedenis: 237043
- Virtual International Authority File: 209333937
- WorldCat: E39PBJptVH6Fxp6DG9fhw4XyBP